# Fred Ott Holding a Bird
Fred Ott Holding a Bird is een Amerikaanse film uit 1894. De film werd gemaakt door de Edison Manufacturing Company en toont de assistent van Thomas Edison, Fred Ott, die een vogel vasthoudt.